# جیم استندن
جیم استندن (انگلیسی: Jim Standen؛ زادهٔ ۳۰ مهٔ ۱۹۳۵) بازیکن فوتبال، و بازیکن کریکت اهل بریتانیا است.
از باشگاه‌هایی که در آن بازی کرده‌است می‌توان به باشگاه فوتبال لوتون تاون، باشگاه فوتبال میلوال، باشگاه فوتبال وستهام یونایتد، باشگاه فوتبال آرسنال، و باشگاه فوتبال پورتسموث اشاره کرد.